# عبد الله سعد
عبد الله سعد (23 يناير 1957 -) هو ممثل ومغني أوبرا ومخرج مسرحي وأستاذ مصري.

## حياته ونشأته
عبد الله سعد ولد في القاهرة 23 يناير 1957، ودرس الموسيقى بالمعهد العالي للموسيقى العربية بالقاهرة، وبعد تخرجه عمل معيدًا في المعهد حتى عام 1992، ثم درس الإخراج بالمعهد العالى للفنون المسرحية وسافر إلى إيطاليا في منحة من وزارة الثقافة المصرية لمدة عامين، وحصل على أعلى مؤهل في الإخراج.

## مسيرته
- عمل مغنيًا في دار الأوبرا المصرية منذ عام 1974 حتى 1992، واشترك بالغناء في مسابقات و مهرجانات عديدة.[8]
- يعمل حاليا أستاذا بأكاديمية الفنون.[9]
- سفيرًا للنوايا الحسنة للأمم المتحدة، وتم تكريمه مؤخرًا، وعن حيثيات اختياره فهي أن مسؤولي الأمم يتتبعون حركة الفنان وأنشطته.[10]
- أول مخرج مصري متخصص في الأوبرا.[11]

## أعماله
- مسرحية تخاريف مع محمد صبحي عام 1989.[12]
- شارك في مسلسل الثعلب عام " 1993".[13]
- فيلم العميل رقم 13.[14]
- شارك في مسلسل على باب مصر.
- مسلسل الشارد .

## جوائز
كرم بمهرجان المسرح المصري برئاسة محمد رياض خلال حفل افتتاح دورته السابعة وذلك تقديرًا لمسيرته مخرج ومغني أوبرالي.